# Општина Аксинтеле (Јаломица)
Аксинтеле (рум. Axintele) општина је у Румунији у округу Јаломица.
Oпштина се налази на надморској висини од 69 m.